# Trail (løbesport)
Trail, trailrunning eller trailløb er en løbedisciplin indenfor atletikken, hvor atleter konkurrerer i et terræn ad små stier, typisk gennem skov, bakker og natur uden for de gængse stier og veje. Modsat løb på asfalt er underlaget ofte ujævnt og kan involvere rødder, mudder og vand. Distancerne er lange, f.eks. 50 miles, maraton og halvmaraton. Mange trailløbere oplever trailrunning som en varieret og udfordrende løbeform.

## Danske løb og arrangement
I Danmark er den største serie af trailløb Salomon Trail Tour, men der er også mange andre små og mellemstore løb. Det mest udfordrende løb i Danmark er Hammer Trail, der afvikles på Bornholm, nær Hammeren.
På Bornholm bliver der 1–2 gange om året arrangeret en trailcamp, hvor trailløbere fra hele landet mødes for at træne.

### Danmarksmesterskaber
I Danmark organiseres sporten af Dansk Atletik Forbund, der siden 2015 står for de nationale mesterskaber.
Oversigt over de seneste (første) danske mesterskaber:

#### DM Kort Trail
- Allinge på Bornholm 17. januar 2015

Mænd 21,1 km:
1. Jesper Noer, Tejn IF 1:40,26
2. Christian Grøn Nørfelt, Tejn IF 1:41,56
3. Andreas Carlsen, Tejn IF 1:43,32
Kvinder 21,1 km:
1. Rikke Due-Andersen, Team Hechmann 1:59,53
2. Dorte Dahl, Blovstrød Løverne 2:03,01
3. Karin Louise Swiegers, Langgarverne 2:08,57

#### DM Lang Trail
- Allinge på Bornholm 2. maj 2015

Mænd: 50 miles
1. Jesper Noer, Tejn IF 8:44,26 timer
2. Rasmus Oscar, Silkeborg Tri 9:04,21 timer
3. Kenneth Kofod, Køge Atletik 9:40,57 timer
Kvinder 50 miles:
1. Annemette Skov, Tejn IF 10:36,56 timer
2. Kristine Madsen, Kolding Motion 10:43,03 timer
3. Lue Tornbo, Bov IF 12:19,03 timer

## Udenlandske løb
Det største og mest prestigefyldte trailløb i verden er Ultra-Trail du Mont-Blanc, et løb på 166 km ad en rute i bjergene omkring Mont Blanc i Frankrig.
Af store internationale løb kan navnes:

### Afrika
- Fish River Canyon Ultra Marathon - Namibia
- Kalahari Augrabies Extreme Marathon
- Peninsula Ultra Fun Run
- Rhodes Trail Run

### Asien
- Ultra-Trail Mount Fuji
- Trans Japan Alps Race

### Europa
- Madeira Island Ultra Trail
- Transvulcania
- Ultra-Trail du Mont-Blanc
- Tor des Géants

### Nordamerika
- Badwater Ultramarathon
- Bear 100 Mile Endurance Run
- Hardrock Hundred Mile Endurance Run
- Leadville Trail 100
- Western States Endurance Run

### Oceanien
- Kepler Challenge og The Luxmore Grunt (New Zealand)
- Kokoda Challenge Race

## Regler
Løbsledelsen og de ansvarlige for kontrol- og forfriskningsdepoter er bemyndiget til at opretholde bestemmelser og omgående pålægge en straf for manglende overholdelse, der er baseret på følgende diagram:

### Straf for overtrædelse af reglerne
| Forseelse                                                                 | Straf                                        |
| ------------------------------------------------------------------------- | -------------------------------------------- |
| Nægter at efterkomme en ordre fra løbsledelse, leder af post, læge        | Diskvalifikation                             |
| Manglende obligatorisk sikkerhedsudstyr                                   | Diskvalifikation                             |
| Nægter at få obligatorisk udstyr tjekket                                  | Diskvalifikation                             |
| Smide ting væk på ruten                                                   | 1 time                                       |
| Modtage hjælp udenfor de godkendte depoter                                | 1 time                                       |
| Ikke respekterer mennesker (organisation eller løbere)                    | 1 time                                       |
| Tage en alvorlig genvej                                                   | 1 time + tilbageløb til genvejens start      |
| Hjælper ikke personer i vanskeligheder                                    | 1 time                                       |
| Ikke en alvorlig genvej, men væk fra officiel sti eller via lukket genvej | 15 minutter + tilbageløb til genvejens start |
| Løbsnummer ikke synligt                                                   | 15 minutter                                  |

## Sikkerhedsudstyr

### Obligatorisk sikkerhedsudstyr
Sikkerhedsudstyr som skal medbringes på hele turen når det gælder distancerne 50 miles, maraton og halvmaraton:
- Vædskebælte/flasker med kapacitet på minimum 1 liter
- Pandelampe, med udskiftelige batterier + ekstra batterier. Glæder kun 50 miles og maraton.
- Plaster/bandage
- Drikke/suppekop, der serveres kun drikkelse/suppe i medbragt kop
- Fløjte
- Kasket/buff
- Mobiltelefon
- Survival blanket

### Anbefalet udstyr på 50 miles og maraton
Det anbefalede udstyr kan lægges i en depot.
- Vandrestave
- Handsker
- Varmt tøj
- Regnfrakke
- Vaseline